# LPS (曲)
『LPS』（エルピーエス）は、日本の男性アイドルグループであるNEWSのメジャー通算22枚目となるシングル。2018年1月17日にジャニーズ・エンタテイメントからリリース。
タイトルは「Love・Peace・Smile」（愛・平和・笑顔）の略で、NEWS出演のフジテレビ系特別番組『NEWSICAL』のスペシャルソングである。カップリングには、同番組内で披露されたミュージカル音源「NEWSICAL」が収録される。

## 音楽性と歌詞
本作は、2018年に結成およびCDデビュー15周年を迎えるNEWSの、1年の幕開けとなる応援歌である。前年にメンバー4人全員が30歳を超え、大人らしい曲を歌えるようになる時期だった。本作はタイトル「Love・Peace・Smile」のとおり壮大で普遍的な愛を歌っており、そのBPMは人間の歩く速さと同じだという。

## NEWSICAL
「LPS」のカップリング曲「NEWSICAL」は、フジテレビ系特別番組『NEWSICAL』で披露された、NEWS作の約6分のミュージカルを音源化したものである。なお「LPS」も同番組のスペシャルソングに起用されている。イントロの手越・増田・加藤の台詞部分のメロディーは山下達郎の楽曲「クリスマス・イブ」の間奏部分のメロディーをサンプリングしている。

### テレビ番組
『NEWSICAL』(ニュージカル) は、2017年12月26日0時20分 - 1時20分 (25日24時20分 - 25時20分) にフジテレビで放送された、NEWS出演の音楽特別番組。NEWSのCDデビュー15周年 (2018年) に向けて制作されたミュージカルドキュメンタリー番組であり、タイトルは「NEWS×ミュージカル」を意味している。番組では8月からメンバーに密着し、6分間の作品を制作する模様に密着して放送した。

#### 番組スタッフ
- プロデュース - 三浦淳
- 演出 - 浜崎綾
- 監修 - 〆谷浩斗
- プロデューサー - 宇賀神裕子
- ディレクター - 島田和正、佐藤誠二、中澤俊介
- 制作 - フジテレビ

### ミュージカル
番組で制作された同名のミュージカル『NEWSICAL』は、2017年夏から4か月かけて制作されており、テーマは「クリスマス」である。NEWSがミュージカルの制作に携わるのは初めてのことだったが、メンバーの役割分担によりこれを完成させた。ストーリーの作・構成は、小説家としても活動する加藤シゲアキが担当。高所恐怖症のサンタクロースが「ハロウィンからクリスマスを取り戻す」物語を描いた。また衣装デザインは以前からグループの衣装を手がける増田貴久が担当し、今回は実際にミシンを踏むなど制作に携わった。リードボーカルを担当した手越祐也はジェイコブ・コリアー指導のもと、多重録音に挑戦した。そして物語の主演とナレーションは、NEWSのリーダーである小山慶一郎が務めた。小山は中川晃教からミュージカル指導を受けている。
また事前に12月6日放送のフジテレビ系音楽番組『2017 FNS歌謡祭』にて、『NEWSICAL』のショートバージョンが全国放送された。

## リリース
CDは2018年1月17日に初回盤A (CD+DVD) 、初回盤B (CD) 、通常盤 (CD) の3形態でリリース。カップリングとしてミュージカル『NEWSICAL』を音源化した「NEWSICAL」が収録された。さらに初回盤Bには既存曲「チェリッシュ」「真冬のナガレボシ」のアレンジバージョンが、通常盤には新曲「madoromi」が収録される。また初回盤Aには「LPS」のミュージック・ビデオとメイキング映像入りのDVDが付属する。
本作のミュージック・ビデオはドローンを使用したワンカット撮影で、朝日を映すため早朝の海岸でロケが行われた。またミュージカル『NEWSICAL』の最後のシーンとのつながりをほのめかす仕掛けを、同作の脚本を務めたメンバー・加藤が用意している。さらに小山はタイトルを意味するハンドサインを披露している。
なお同月24日に発売されるライブDVD/Blu-ray『NEWS LIVE TOUR 2017 NEVERLAND』と2週連続発売であり、このDVD/Blu-rayと、CD『LPS』、3月発売のアルバム『EPCOTIA』にはそれぞれ応募IDが封入される。3作分のIDを各1つずつ集めることで、「NEWS 3作品連勤キャンペーン」として、前作アルバム『NEVERLAND』にちなんだ『NEVERLAND展』への参加に1口応募が可能となる。。

## パフォーマンス
本作は複数のテレビ番組で披露されている。2017年12月6日放送の『2017 FNS歌謡祭』では前述のとおり『NEWSICAL』のショートバージョンと、「LPS」がメドレーで歌唱された。また同26日放送の『NEWSICAL』、2018年1月12日放送の『ミュージックステーション』でも4人で歌唱したほか、19日に放送された『ザ少年倶楽部プレミアム』では、インフルエンザに罹った小山を除く3人と、多数の子供たちで「LPS」が披露された。なお同番組ではカップリング曲である「チェリッシュ」「madoromi」も3人で歌唱した。

## チャート成績
Billboard JAPANのチャートによると、初週13万8647枚を売上げてシングル1位を獲得。ほかルックアップ1位、Twitter7位、ラジオ12位を記録して、JAPAN HOT100総合首位となった。また1月29日付のオリコンチャートでも初週13.1万枚を売上げて1位を獲得。デビューからのシングル連続1位獲得は22作連続であり、歴代3位記録となった。また10万枚以上売上げたことで日本レコード協会より、2018年1月度にゴールドディスク認定されている。

## 批評
Real Soundの佐藤結衣は「LPS」について、NEWS結成からの15年で経験したメンバー脱退や活動休止など「様々な苦悩を乗り越えた"今の4人"だからこそ歌える応援歌」であるとした。またメンバーは個人としても、デビュー当初からは想像もできなかった前向きな姿へと成長しており、それぞれの個性を発揮し合うことがグループの魅力につながっていると評した。またNEWS初挑戦の「NEWSICAL」は「ちょっと照れくさくなるほど荒削り」としつつも、グループのために挑戦しつづける姿勢を讃えた。

## 収録内容

### CD

#### 通常盤
1. LPS - 3:34
作詞：ヒロイズム, Hacchin' Maya、作曲・編曲：ヒロイズム
2. NEWSICAL - 3:43
作詞：加藤シゲアキ、作曲：中西亮輔, ヒロイズム、編曲：中西亮輔, 黒田賢一
3. madoromi - 3:55
作詞・作曲：Kaco、編曲：Tomi Yo
4. LPS (オリジナル・カラオケ)
5. NEWSICAL (オリジナル・カラオケ)

#### 初回盤A/B
※Represent NEWS Mixは初回盤Bのみ収録。
1. LPS
2. NEWSICAL
3. チェリッシュ -Represent NEWS Mix- - 4:26
作詞・作曲・編曲：福士健太郎
  - 3rdシングルの再録バージョン
4. 真冬のナガレボシ -Represent NEWS Mix- - 5:03
作詞：A to Z、作曲：櫻井真一、編曲：h-wonder
  - 2ndアルバム「pacific」通常盤収録曲の再録バージョン

### DVD
※初回盤Aのみ
1. 「LPS」Music Clip & Making

## 収録映像作品
LPS
- NEWS ARENA TOUR 2018 EPCOTIA
- NEWS 15th Anniversary LIVE 2018 "Strawberry"
- NEWS DOME TOUR 2018-2019 EPCOTIA -ENCORE-

madoromi
- NEWS ARENA TOUR 2018 EPCOTIA